# Ross Lee Finney
Ross Lee Finney (* 23. Dezember 1906 in Wells, Minnesota; † 4. Februar 1997 in Carmel-by-the-Sea, Kalifornien) war ein US-amerikanischer Komponist.

## Leben und Wirken
Finney war Schüler von Howard Ferguson, Nadia Boulanger und Alban Berg. Von 1927 bis 1947 war er Musikprofessor am Smith College in Northampton/Massachusetts, danach bis 1974 an der University of Michigan. Dort gründete er 1968 ein Forschungsinstitut für zeitgenössische Musik. 
Er komponierte vier Sinfonien, zwei Klavierkonzerte und ein Violinkonzert, ein Konzert für Schlagzeug und Orchester, kammermusikalische Werke, Klavier- und Orgelstücke, Kantaten, Chöre und Lieder sowie ein Bühnenstück für Soli, Sprecher, Folksong Singer mit elektrischer Gitarre, gemischten Chor und Orchester.
1962 wurde Finney in die American Academy of Arts and Letters und 1969 in die American Academy of Arts and Sciences gewählt.